# Lo Wei
Lo Wei (chinesisch 羅維 / 罗維, Pinyin Luó Wéi, Jyutping Lo4 Wai4, kantonesisch Lo Wei, * 12. Dezember 1918 in Provinz Jiangsu, China; † 20. Januar 1996 in Hongkong) war ein chinesischer Regisseur für Kung-Fu- und Martial-Arts-Filme. Seine bekanntesten Filme waren die mit Bruce Lee und Jackie Chan. Lo Wei war neben Regisseur und Produzent auch als Schauspieler tätig.

## Leben
Bevor Lo Wei seine Karriere als Regisseur startete, wirkte er in den 1950er Jahren in vielen Filmen als Schauspieler mit. Auch während seiner Zeit als Regisseur trat Wei als Schauspieler auf. Nach seinem letzten Film als Regisseur wirkte Wei noch in wenigen Filmen als Schauspieler mit. Zuletzt 1990.
Zu Beginn seiner Regiekarriere in den 1960er Jahren drehte Wei Filme für die Shaw Brothers, ehe er 1971 mit dem Film Die Todesfaust des Cheng Li zu Golden Harvest wechselte. Der Film war ein großer Erfolg und verhalf Bruce Lee zum Durchbruch, doch auch Lo Wei selber wurde durch den Film bekannter. Ein Jahr später führte Lo Wei Regie bei Todesgrüße aus Shanghai. Der Film war seine zweite Zusammenarbeit mit Bruce Lee. Auch dieser Film war sehr erfolgreich. Aufgrund von Streitigkeiten zwischen Wei und Lee kam es jedoch zu keiner dritten Zusammenarbeit zwischen den beiden.
Nach Todesgrüße aus Shanghai führte Wei Regie beim Film Der Boss von San Francisco mit Chuck Norris in der Hauptrolle und einigen Kung-Fu-Filmen, ehe mit Wooden Man die erste Zusammenarbeit mit Jackie Chan erfolgte. Der Film, welcher einer von Chans ersten war, wo er die Hauptrolle spielte, gehörte zu den Filmen der Bruceploitation. Wei wollte auf diese Weise Chan zum neuen Bruce Lee machen, was sich auch in seinen anderen Filmen nicht änderte. Nach Wooden Man arbeitete Wei ausschließlich mit Chan zusammen. So drehte er mit ihm u. a. New Fist of Fury (auch bekannt als Meister aller Klassen 3 und Zwei Fäuste stärker als Bruce Lee), eine Art Fortsetzung zu Todesgrüße aus Shanghai. Weis letzter Film war Superfighter 2 im Jahre 1983, ebenfalls mit Jackie Chan.
Wei fungierte bei einigen seiner Filme auch als Produzent und Drehbuchautor. Auch trat er gelegentlich in kleinen Rollen in seinen Filmen auf. Wei gründete und führte auch die Lo Wei Motion Picture Company.
Wei wurde nachgesagt, dass er eine Verbindung zu den Triaden hatte.
Lo Wei starb am 12. Dezember 1996 im Alter von 77 Jahren in Hongkong an einer Herzinsuffizienz.

## Filmografie (Auswahl)
- 1960: The Tender Trap of Espionage
- 1961: Song Without Words
- 1964: The Magic Lamp
- 1964: The Better Halves
- 1964: An Affair to Remember
- 1965: Crocodile River
- 1965: Call of the Sea
- 1966: The Golden Buddha
- 1967: Madame Slender Plum
- 1967: Angel with the Iron Fists
- 1967: Summons to Death
- 1968: Death Valley
- 1968: The Black Butterfly
- 1968: The Angel Strikes Again
- 1968: Forever and Ever
- 1969: Raw Courage
- 1969: Dragon Swamp
- 1969: The Golden Sword
- 1970: Brothers Five
- 1971: Bruce Lee – Die Todesfaust des Cheng Li (Tang shan da xion)
- 1971: Im Schatten der tödlichen Peitsche (Ying zi shen bian)
- 1971: The Invincible Eight
- 1971: Vengeance of a Snow Girl
- 1971: The Comet Strikes
- 1972: Bruce Lee – Todesgrüße aus Shanghai (Jing wu men)
- 1973: Der Boss von San Francisco (Huang mian lao hu)
- 1973: The Fighter - Flucht ins Chaos (Hai yuan qi hao)
- 1973: None but the Brave
- 1973: Back Alley Princess
- 1973: A Man Called Tiger
- 1973: The Tattoed Dragon
- 1974: Naughty! Naughty!
- 1974: Chinatown Capers
- 1975: The Bedevilled
- 1976: Wooden Man
- 1976: Zwei Fäuste stärker als Bruce Lee (San cheng miu moon)
- 1976: Tiger der Todesarena (Feng yu shuang liu xing)
- 1977: Jackie Chan – Der Herausforderer (Jian hua yan yu jiang nan)
- 1977: The Kung Fu Kid
- 1978: Meister aller Klassen 2 (Quan jing)
- 1978: Die Unbesiegbaren der Shaolin (She hao ba bu)
- 1979: Dragon Hero (Long quan)
- 1980: The Invincible Fighter
- 1983: Superfighter 2 (Long ten hu yue)